# Linia kolejowa Bełżec Wąskotorowy – Trawniki Wąskotorowe
Linia kolejowa Bełżec Wąskotorowy – Trawniki Wąskotorowe – linia wąskotorowa istniejąca podczas I wojny światowej na terenie obecnego województwa lubelskiego. Budowę rozpoczęto 28 czerwca 1915 r. decyzją szefostwa wojsk kolejowych niemieckiej armii „Bug” w celu lepszego zaopatrzenia armii. Prowadziła ją 7 E.B.K (Eisenbahnkompanie) wraz z 13 innymi kompaniami (ok. 1560 osób) i kilkoma tysiacami jeńców rosyjskich. Była budowana w ekspresowym tempie, miejscami bez nasypu. Na odcinku Zamość – Krasnystaw wykorzystano nasyp po istniejącej wcześniej linii wąskotorowej Biłgoraj – Tereszpol – Zwierzyniec – Obrocz – Płoskie – Sitaniec – Krasnystaw – Siennica Nadolna – Horodysko – Sielec – Chełm, zbudowanej przez Rosjan latem 1914 r., rozebranej w lipcu 1915, jeszcze przed przybyciem wojsk niemieckich i austriackich. 1 sierpnia 1915 linia została doprowadzona do Zamościa, 25 sierpnia do Trawnik.
Linia służyła celom militarnym – transportowała sprzęt, amunicję i żywność na pola bitew (ok. 1000 ton ładunków dziennie), w drodze powrotnej transportowała rannych żołnierzy (do 800). Ruch prowadziły 101, 102 i 104 Feldbahn-Betriebskompanie. Linia była jednotorowa (z wyjątkiem odcinka Bełżec-Tomaszów, który był dwutorowy). Wzdłuż torów została przeprowadzona linia telefoniczna. Podróż na trasie o długości 118,5 km z Bełżca do Trawnik trwała 16 godzin 48 minut. Prędkość handlowa wynosiła 7,05 km/h (z powrotem 8 km/h), z 2,5 godzinnym postojem w połowie trasy – w Zamościu.
20 listopada 1915 r. ze względu na przesunięcie się frontu kilkadziesiąt kilometrów na wschód linia została udostępniona pasażerom.
Ze względu na zły stan techniczny kolei spowodowany zbyt szybkim sposobem budowania oraz falą ulewnych deszczów, które nawiedziły teren po 20 sierpnia 1915, we wrześniu 1915 zapadła decyzja o budowie linii normalnotorowej Rejowiec – Zawada – Bełżec oraz rozbiórce linii wąskotorowej. Pod koniec roku budowę linii przekazano wojskom austriackim. Została ona otwarta w styczniu 1916 na odcinku Bełżec – Zamość, natomiast w lutym 1916 odcinek Zawada – Rejowiec. Między 11 grudnia 1915 a 22 stycznia 1916 rozebrano odcinek Tomaszów Lubelski – Wólka Orłowska, zaś między 12 marca a 10 kwietnia 1916 odcinek Wólka Orłowska – Trawniki.
16 stycznia 1916 odcinek Bełżec – Tomaszów Lubelski został sprzedany Dyrekcji Kolei Państwowych we Lwowie, która dnia 25 stycznia rozpoczęła budowę odcinka z Tomaszowa do tartaku w Tarnawatce i cegielni w Budach Dzierążyńskich w celu transportu płodów rolnych. Ruch na tej linii został wstrzymany 1 stycznia 1923, natomiast w 1924 linię przeznaczono do rozbiórki.
Jednym z ciekawszych elementów kolei był potężny drewniany wiadukt nad wąwozem w pobliżu Ruszowa na 43 kilometrze, o długości 150 m i wysokości 14 m. Został zdemontowany po rozbiórce kolei.